# Stactobia crassa
Stactobia crassa är en nattsländeart som först beskrevs av Georg Ulmer 1951.  Stactobia crassa ingår i släktet Stactobia och familjen smånattsländor. Inga underarter finns listade i Catalogue of Life.